# 前頭葉類似症候群
前頭葉類似症候群（ぜんとうようるいじしょうこうぐん、英: frontal lobe-like syndrome）は、SSRIの副作用の一種であり、セロトニンやドーパミンなどの相互作用により感情の平坦化、無気力が続く状態を指す。
SSRIの長期投与により、前頭葉においてドーパミンやノルアドレナリンの活性が低下し起こるといわれている。正常気分であるものの、何事にも無関心で動機付けが起こらず、疲労感や精神的に鈍い感じが残り、感情が平坦化する。うつ状態が悪化したようにも見える。
SSRIの多剤投与や、双極性障害などに漫然とSSRIを投与し続けるケースなども注意が必要である。
うつ症状の治療中にこのような症状が現れたら、SSRIの減量や、服薬時間を午後に変える、SNRIなどノルアドレナリンやドーパミン神経の刺激作用のある薬物への変更などが推奨される。
セルトラリン（商品名 ジェイゾロフト）は軽いドーパミン再取り込み阻害作用も伴う為、前頭葉類似症候群は起こりにくいとされているが、これも個人差がある。